# Roman Tomasz Dąbrowski
Roman Tomasz Dąbrowski – polski lekarz weterynarii, profesor nauk weterynaryjnych, kierownik Katedry i Kliniki Rozrodu Zwierząt Wydziału Medycyny Weterynaryjnej Uniwersytetu Przyrodniczego w Lublinie.

## Życiorys
16 czerwca 2005 obronił pracę doktorską Zachowanie się białek ostrej fazy i niektórych wskaźników odporności po zabiegach ovariohysterectomii u suk, 24 września 2015 habilitował się na podstawie pracy zatytułowanej Wartość diagnostyczno-prognostyczna wybranych biomarkerów w ocenie natężenia procesu zapalnego u suk z ropomaciczem oraz w monitorowaniu okresu po zabiegu ovariohysterectomii. 27 czerwca 2024 otrzymał tytuł profesora.
Profesor i kierownik Katedry i Kliniki Rozrodu Zwierząt Wydziału Medycyny Weterynaryjnej Uniwersytetu Przyrodniczego w Lublinie.